# Papa Grigore al II-lea
Papa Grigore al II-lea (n. 669 d.Hr., Roma, Imperiul Roman de Răsărit – d. 11 februarie 731 d.Hr., Roma, Imperiul Roman de Răsărit) a fost un papă al Romei.
El s-a născut în Roma, fiind fiul lui Marcellus din familia Savelli. În timpul papei Sergius I a fost bibliotecar, la data de 19 mai 715 a fost ales papă. Printre evenimentele mai importante din perioada pontificatului său se poate aminti însărcinarea lui Bonifacius să misioneze sprijinit de franci în Germania, pe care în anul 722 îl numește episcop. 
În perioada aceea existau conflicte politice și religioase cu Bizanțul, legate de criza iconoclastă. Papa Grigore al II-lea l-a apărat pe patriarhul Gherman I al Constantinopolului în conflictul acestuia cu împăratul Leon al III-lea Isaurianul.
Papa Grigore al II-lea este venerat ca sfânt. 

## Literatură
- Friedrich Wilhelm Bautz: Gregor II.. In: Biographisch-Bibliographisches Kirchenlexikon (BBKL). Band 2, Hamm 1990, ISBN 3-88309-032-8, Sp. 304–306.